# Ticonectria perianthii
Ticonectria perianthii är en svampart som beskrevs av Döbbeler 1998. Ticonectria perianthii ingår i släktet Ticonectria och familjen Nectriaceae.   Inga underarter finns listade i Catalogue of Life.